# Franciszek Kostecki
Franciszek Kostecki herbu Leszczyc (ur. około 1792, zm. 10 stycznia 1840 w Warce) – polski szlachcic, „obywatel ziemski”, burmistrz Lipna, Wyszogrodu i Warki.

## Życiorys
Franciszek Kostecki był „porucznikiem Wojsk Polskich”. W okresie nie krótszym niż lata 1817–1818 pełnił urząd burmistrza Lipna, w okresie od około 1820 do co najmniej 7 lipca 1824 roku był burmistrzem Wyszogrodu. W okresie od co najmniej 15 grudnia 1825 roku do śmierci w 1840 roku był burmistrzem Warki. W 1820 roku był czynnym członkiem loży wolnomularskiej „Doskonałość”.

## Życie rodzinne
Był synem Józefa (~1762–1813, burmistrza Skierbieszowa) i Teresy z domu Rawińskiej. Ożenił się 27 stycznia 1817 roku z Teklą Modzelewską, z którą miał 10 dzieci. Były to:
- Teodor Aleksander (1817–1892), ojciec m.in. Zofii Kosteckiej (1857–1891), późniejszej żony Zygmunta Karola Floriana Haukego (1851–1912), syna Aleksandra Jana Haukego. Żona Teodora, Klotylda Błeszyńska h. Oksza była potomkinią w prostej linii Mieszka I[3]
- Teodozja (1818–1858), późniejsza żona Józefa Kłoczowskiego, babka m.in. Eugeniusza Kłoczowskiego, prababka m.in. Jerzego i Jana Andrzeja Kłoczowskich
- Antonina (1822–~1920), późniejsza żona Józefa Nartowskiego h. Trzaska – ich wnukiem był m.in. Tadeusz Nartowski
- Józef Jan (1824–1842)
- Arseni Józef (1825–1842)
- Stanisław Wincenty (1827–1870), dziad m.in. Anny Podgórskiej
- Teresa Izabella (1828[1]–1917), późniejsza żona Wojciecha Maurycego Bogusławskiego, syna Anieli Nacewicz i wnuka Wojciecha Bogusławskiego, dyrektora Teatru Narodowego w Warszawie
- Wincenty Ryszard (1831–1868), który ożenił się z Ludwiką Nidecką, wnuczką Józefa Elsnera i był dziadem m.in. Ireny Oppman, synowej Artura Oppmana
- Anna, późniejsza Sztrobach (1836–?).